# Mattias Zachrisson
Mattias Zachrisson (Västerås, Švedska, 22. kolovoza 1990.) je švedski rukometaš i nacionalni reprezentativac. Igra na poziciji desnog krila te je trenutno član njemačkog bundesligaša Füchsea.
Od 2009. je član švedske rukometne reprezentacije te je s njome osvojio olimpijsko srebro na OI 2012. u Londonu.